# نفوذ (فیلم هندی)
نفوذ فیلمی هندی در ژانر اکشن، هیجان انگیز محصول سال ۲۰۰۲ و به کارگردانی راوی دوان می‌باشد. در این فیلم بازیگرانی همچون سانجی دات و سونیل شتی ایفای نقش کرده‌اند.
این فیلم در ایران توسط مؤسسه پرده نقره ای دوبله و پخش شده‌است.
این فیلم بازسازی فیلم آمریکایی لطف خدا می‌باشد.

## خلاصه داستان
سمیر در یک معامله قاچاق ساختگی دو افسر پلیس را می‌کشد. او به دوست خود جیمی پناه می‌برد تا از حمایتش برخوردار شود. جیمی که در کنار برادرش راگو تحت سرپرستی مردی به نام دایال به اعمال خلاف قانون می‌پردازد، خیلی زود سمیر را به گروه خود وارد می‌کند…